# PP (album)
PP - dziesiąty album studyjny Pidżamy Porno, wydany 17 listopada 2023 przez S.P. Records.

## Lista utworów
1. Her Morning Elegance
2. Zimny Bóg
3. Czy ty czy ja
4. Synapsy
5. Płaszcz
6. Ona na ciebie swój sposób ma
7. Richard Ashcroft A Song For The Lovers
8. Kamień w wodę
9. Jak wrony
10. Czego nie wiesz